# علی‌اصغر سلطان‌العلما
علی‌اصغر اصفهانی ملقب به ‌ سلطان العلمای بروجردی از سیاستمداران ایرانی بود، که در  دوره سوم و دوره چهارم بعنوان نماینده بروجرد در مجلس شورای ملی حضور داشت.